# Hammarby Idrottsförening Fotboll 2024
Questa voce raccoglie le informazioni riguardanti l'Hammarby Idrottsförening, meglio conosciuto come Hammarby IF o semplicemente Hammarby, nelle competizioni ufficiali della stagione 2024.

## Maglie e sponsor
La prima divisa presenta una maglia prevalentemente bianca con pantaloncini verdi, mentre la seconda divisa è prevalentemente di colore verde scuro.
I kit sono prodotti da Craft per il sesto anno. Il nuovo main sponsor è Projob, azienda di abbigliamento da lavoro.
| Casa | Trasferta |  |

## Rosa
Dati aggiornati al 22 ottobre 2024.
| N. |                      | Ruolo | Calciatore                |
| -- | -------------------- | ----- | ------------------------- |
| 1  | Suriname (bandiera)  | P     | Warner Hahn               |
| 2  | Svezia (bandiera)    | D     | Hampus Skoglund           |
| 3  | Svezia (bandiera)    | D     | Anton Kralj               |
| 4  | Svezia (bandiera)    | D     | Emil Reyes Rigö           |
| 5  | Svezia (bandiera)    | C     | Tesfaldet Tekie           |
| 6  | Svezia (bandiera)    | C     | Pavle Vagić               |
| 8  | Svezia (bandiera)    | C     | Fredrik Hammar            |
| 9  | Svezia (bandiera)    | A     | Jusef Erabi               |
| 11 | Svezia (bandiera)    | C     | Oscar Johansson Schellhas |
| 13 | Danimarca (bandiera) | D     | Mads Fenger               |
| 14 | Svezia (bandiera)    | C     | Dennis Collander          |
| 15 | Spagna (bandiera)    | D     | Marc Llinares             |
| 17 | Guinea (bandiera)    | D     | Ibrahima Fofana           |
| 18 | Iraq (bandiera)      | A     | Montader Madjed           |
| 19 | Danimarca (bandiera) | A     | Sebastian Clemmensen      |
| 20 | Svezia (bandiera)    | C     | Nahir Besara ()           |
| 21 | Svezia (bandiera)    | D     | Simon Strand              |
| 22 | Svezia (bandiera)    | D     | Markus Karlsson           |

| N. |                           | Ruolo | Calciatore         |
| -- | ------------------------- | ----- | ------------------ |
| 25 | Svezia (bandiera)         | P     | Davor Blažević     |
| 26 | Danimarca (bandiera)      | D     | Frederik Winther   |
| 28 | Costa d'Avorio (bandiera) | A     | Bazoumana Touré    |
| 29 | Liberia (bandiera)        | A     | Divine Teah        |
| 30 | Suriname (bandiera)       | D     | Shaquille Pinas    |
| 34 | Svezia (bandiera)         | C     | Alper Demirol      |
| 38 | Albania (bandiera)        | D     | Gent Elezaj        |
| 40 | Svezia (bandiera)         | C     | Adrian Lahdo       |
| -- | Svezia (bandiera)         | D     | Victor Eriksson    |
| -- | Svezia (bandiera)         | A     | Jardell Kanga      |
| 1  | Svezia (bandiera)         | P     | Oliver Dovin       |
| 4  | Svezia (bandiera)         | D     | Edvin Kurtulus     |
| 7  | Montenegro (bandiera)     | A     | Viktor Djukanović  |
| 16 | Svezia (bandiera)         | C     | Marcus Rafferty    |
| 19 | Svezia (bandiera)         | A     | Deniz Gül          |
| 23 | Svezia (bandiera)         | A     | Abdelrahman Boudah |
| 24 | Ghana (bandiera)          | D     | Kingsley Gyamfi    |

## Calciomercato

### Sessione invernale
| Acquisti         | Acquisti                  | Acquisti         | Acquisti                        |
| R.               | Nome                      | da               | Modalità                        |
| ---------------- | ------------------------- | ---------------- | ------------------------------- |
| D                | Frederik Winther          | Augusta          | definitivo (1 milione €)        |
| C                | Bazoumana Touré           | ASEC Mimosas     | definitivo (443 mila €)         |
| C                | Oscar Johansson Schellhas |                  | definitivo (svincolato)         |
| D                | Hampus Skoglund           | Hammarby TFF     | definitivo (seconda squadra)    |
| A                | Deniz Gül                 | Hammarby TFF     | definitivo (seconda squadra)    |
| D                | Kingsley Gyamfi           | Hammarby TFF     | definitivo (seconda squadra)    |
| D                | Markus Karlsson           | Hammarby TFF     | fine prestito (seconda squadra) |
| C                | Tesfaldet Tekie           | Apollōn Limassol | fine prestito                   |
| D                | Pavle Vagić               | Helsingborg      | fine prestito                   |
| C                | Ludvig Svanberg           | GIF Sundsvall    | fine prestito                   |
| C                | Wilgot Marshage           | Hammarby TFF     | fine prestito (seconda squadra) |
| Altre operazioni |                           |                  |                                 |
| R.               | Nome                      | da               | Modalità                        |
|                  |                           |                  |                                 |

| Cessioni         | Cessioni           | Cessioni      | Cessioni                         |
| R.               | Nome               | a             | Modalità                         |
| ---------------- | ------------------ | ------------- | -------------------------------- |
| A                | August Mikkelsen   | Bodø/Glimt    | definitiva (1,7 milioni €)       |
| A                | Bubacarr Trawally  |               | definitiva (svincolato)          |
| A                | Joel Nilsson       |               | definitiva (svincolato)          |
| D                | Jón Guðni Fjóluson |               | definitiva (svincolato)          |
| C                | Loret Sadiku       | Kasımpaşa     | definitiva (?)                   |
| C                | İsak Vural         | Frosinone     | definitiva (?)                   |
| D                | Ludvig Svanberg    | GIF Sundsvall | definitiva (?)                   |
| D                | Nathaniel Adjei    | Lorient       | prestito con diritto di riscatto |
| C                | Alper Demirol      | Degerfors     | prestito                         |
| C                | Adi Nalić          |               | svincolato                       |
| Altre operazioni |                    |               |                                  |
| R.               | Nome               | a             | Modalità                         |
|                  |                    |               |                                  |

### Sessione estiva
| Acquisti         | Acquisti             | Acquisti           | Acquisti                        |
| R.               | Nome                 | da                 | Modalità                        |
| ---------------- | -------------------- | ------------------ | ------------------------------- |
| A                | Sebastian Clemmensen | B.93               | definitivo (550 mila €)         |
| D                | Victor Eriksson      |                    | definitivo (svincolato)         |
| P                | Warner Hahn          | Kyoto Sanga        | definitivo (?)                  |
| C                | Jardell Kanga        | Bayer Leverkusen   | definitivo (?)                  |
| C                | Divine Teah          | Nimba Kwado        | definitivo (?)                  |
| D                | Nathaniel Adjei      | Lorient            | fine prestito                   |
| C                | Alper Demirol        | Degerfors          | fine prestito                   |
| C                | Ibrahima Fofana      | Kocaelispor        | fine prestito                   |
| C                | Mamane Amadou Sabo   | Young Reds Antwerp | fine prestito                   |
| Altre operazioni |                      |                    |                                 |
| R.               | Nome                 | da                 | Modalità                        |
| A                | Saidou Alioum        | Omonia             | fine prestito                   |
| C                | Elias Mohammad       | Hammarby TFF       | fine prestito (seconda squadra) |
| C                | Adrian Lahdo         | Hammarby TFF       | definitivo (seconda squadra)    |

| Cessioni         | Cessioni           | Cessioni       | Cessioni                                      |
| R.               | Nome               | a              | Modalità                                      |
| ---------------- | ------------------ | -------------- | --------------------------------------------- |
| A                | Deniz Gül          | Porto          | definitiva (4,5 milioni €)                    |
| P                | Oliver Dovin       | Coventry City  | definitiva (1,9 milioni €)                    |
| D                | Edvin Kurtulus     | Ludogorec      | definitiva (1,45 milioni €)                   |
| C                | Wilgot Marshage    |                | definitiva (svincolato)                       |
| A                | Viktor Djukanović  | Standard Liegi | prestito                                      |
| A                | Abdelrahman Boudah | Västerås SK    | prestito                                      |
| C                | Marcus Rafferty    | Aalesund       | prestito                                      |
| P                | Sebastian Selin    | Åsane          | prestito                                      |
| D                | Kingsley Gyamfi    | EIF            | prestito                                      |
| C                | Mamane Amadou Sabo | IFK Mariehamn  | prestito                                      |
| Altre operazioni |                    |                |                                               |
| R.               | Nome               | a              | Modalità                                      |
| D                | Nathaniel Adjei    | Lorient        | esercizio diritto di riscatto (5,7 milioni €) |
| A                | Saidou Alioum      | Omonia         | prestito                                      |
| C                | Elias Mohammad     | ADO Den Haag   | definitiva (?)                                |

## Risultati

### Allsvenskan
| Arbitro: | Karlsson |

|                                          |           |              |
| Besara 14’ Sjöstedt 17’ (aut.) Erabi 82’ | Marcatori | 25’ Hallberg |

| Arbitro: | Ladebäck |

|                                   |           |  |
| Kiese Thelin 34’ Kiese Thelin 48’ | Marcatori |  |

| Arbitro: | Nyberg |

|                                     |           |  |
| Besara 49’ Djukanović 69’ Erabi 76’ | Marcatori |  |

| Arbitro: | Klitte |

|                           |           |              |
| Gustafson 62’ Hovland 87’ | Marcatori | 30’ Kurtulus |

| Arbitro: | Östling |

|                           |           |           |
| Mohammed 45’ Svedberg 52’ | Marcatori | 90’ Tekie |

| Arbitro: | Aganovic |

|                       |           |             |
| Boudah 19’ Besara 59’ | Marcatori | 63’ Gefvert |

| Arbitro: | Maqedonci |

|           |           |                        |
| Pinas 64’ | Marcatori | 49’ Bergh 68’ Näsström |

| Arbitro: | Sundell |

|           |           |                      |
| Prica 33’ | Marcatori | 16’ Gül 74’ Llinares |

| Arbitro: | Wolf |

|                                       |           |  |
| Gustafson 24’ Jagne 25’ Bergström 43’ | Marcatori |  |

| Arbitro: | Karlsson |

|                   |           |            |
| Pinas 60’ Gül 74’ | Marcatori | 79’ Pittas |

| Arbitro: | Klitte |

|                                    |           |  |
| Touré 44’ Tekie 57’ Djukanović 90’ | Marcatori |  |

| Arbitro: | Al-Hakim |

|  |           |                                        |
|  | Marcatori | 15’ (rig.) Besara 28’ Besara 69’ Touré |

| Göteborg 7 luglio 2024, ore 16:30 CEST 13ª giornata | GAIS | 0 – 0 referto | Hammarby | Gamla Ullevi (15 206 spett.)\| Arbitro: \| Wolf \| |
| Arbitro:                                            | Wolf |               |          |                                                    |

| Arbitro: | Östling |

|  |           |             |
|  | Marcatori | 23’ Abraham |

| Arbitro: | Al-Hakim |

|  |           |                     |
|  | Marcatori | 54’ Touré 72’ Erabi |

| Arbitro: | Klitte |

|                                                      |           |  |
| Besara 50’ Besara 59’ Johansson Schellhas 87’ (rig.) | Marcatori |  |

| Arbitro: | Maqedonci |

|            |           |                                         |
| Skrabb 83’ | Marcatori | 29’ Tekie 62’ Pinas 66’ Erabi 90+2’ Gül |

| Arbitro: | Johnson |

|                              |           |                                         |
| Pinas 5’ Touré 25’ Touré 30’ | Marcatori | 10’ (aut.) Eriksson 49’ Vasić 72’ Vasić |

| Arbitro: | Östling |

|  |           |                                                    |
|  | Marcatori | 2’ Erabi 63’ (aut.) Winsth 88’ Johansson Schellhas |

| Stoccolma 26 agosto 2024, ore 19:00 CEST 20ª giornata | Hammarby | 0 – 0 referto | GAIS | Tele2 Arena (25 076 spett.)\| Arbitro: \| Al-Hakim \| |
| Arbitro:                                              | Al-Hakim |               |      |                                                       |

| Arbitro: | Johnson |

|  |           |              |
|  | Marcatori | 90+11’ Erabi |

| Arbitro: | Sundell |

|             |           |                         |
| Erabi 45+2’ | Marcatori | 87’ Hammershøj Mistrati |

| Göteborg 22 settembre 2024, ore 14:00 CEST 23ª giornata | Elfsborg | 0 – 0 referto | Hammarby | Borås Arena (11 017 spett.)\| Arbitro: \| Wolf \| |
| Arbitro:                                                | Wolf     |               |          |                                                   |

| Arbitro: | Ladebäck |

|                                                 |           |  |
| Johansson Schellhas 32’ Johansson Schellhas 49’ | Marcatori |  |

| Arbitro: | Nyberg |

|                |           |  |
| Guidetti 90+2’ | Marcatori |  |

| Arbitro: | Olofsson |

|           |           |  |
| Touré 54’ | Marcatori |  |

| Arbitro: | Klitte |

|                       |           |  |
| Besara 12’ Besara 30’ | Marcatori |  |

| Arbitro: | Sundell |

|  |           |                               |
|  | Marcatori | 19’ Touré 37’ Touré 71’ Tekie |

| Arbitro: | Al-Hakim |

|                      |           |                           |
| Erabi 15’ Besara 43’ | Marcatori | 65’ Zätterström 67’ Bolin |

| Arbitro: | Johnson |

|             |           |  |
| Granath 82’ | Marcatori |  |

Concludendo il campionato al 2º posto, l'Hammarby si è qualificato per le fasi preliminari di Conference League 2025-2026.

### Svenska Cupen 2023-2024
L'Hammarby ha cominciato la sua partecipazione alla Svenska Cupen 2023-2024 a partire dalla fase a gironi, venendo aggregato nel Gruppo 7 con Mjällby, Västerås e Sundsvall.

#### Fase a gironi (Gruppo 7)
| Arbitro: | Sundell |

|               |           |                         |
| Mikkelsen 12’ | Marcatori | 28’ Diabate 39’ Ahlinvi |

| Arbitro: | Aganovic |

|                                  |           |          |
| Erabi 12’ Besara 68’ Erabi 90+1’ | Marcatori | 7’ Finey |

| Arbitro: | Wolf |

|            |           |               |
| Besara 70’ | Marcatori | 73’ Bergström |

Concludendo la fase a gironi al 2º posto nel Gruppo 7, l'Hammarby è stato eliminato dalla Svenska Cupen 2023-2024.

### Svenska Cupen 2024-2025
L'Hammarby ha cominciato la sua partecipazione alla Svenska Cupen 2024-2025 a partire dal secondo turno. Dal sorteggio del 9 luglio 2024, l'Hammarby è stato accoppiato allo Stocksund.

#### Secondo turno
| Arbitro: | Nehdi |

|            |           |                                                                       |
| Marrah 83’ | Marcatori | 20’ Erabi 44’ Collander 48’ Majded 52’ Fofana 86’ Madjed 90+3’ Madjed |

Con la vittoria per 6-1 sullo Stocksund, l'Hammarby si è qualificato alla fase a gironi della Svenska Cupen 2024-2025, manifestazione proseguita nella stagione successiva.

## Statistiche
Dati aggiornati al 11 novembre 2024.

### Statistiche di squadra
| Competizione        | Punti | In casa | In casa | In casa | In casa | In casa | In casa | In trasferta | In trasferta | In trasferta | In trasferta | In trasferta | In trasferta | Campo neutro | Campo neutro | Campo neutro | Campo neutro | Campo neutro | Campo neutro | Totale | Totale | Totale | Totale | Totale | Totale | DR  |
| Competizione        | Punti | G       | V       | N       | P       | Gf      | Gs      | G            | V            | N            | P            | Gf           | Gs           | G            | V            | N            | P            | Gf           | Gs           | G      | V      | N      | P      | Gf     | Gs     | DR  |
| ------------------- | ----- | ------- | ------- | ------- | ------- | ------- | ------- | ------------ | ------------ | ------------ | ------------ | ------------ | ------------ | ------------ | ------------ | ------------ | ------------ | ------------ | ------------ | ------ | ------ | ------ | ------ | ------ | ------ | --- |
| Allsvenskan         | 54    | 15      | 9       | 4       | 2       | 28      | 12      | 15           | 7            | 2            | 6            | 20           | 13           | 0            | 0            | 0            | 0            | 0            | 0            | 30     | 16     | 6      | 8      | 48     | 25     | +23 |
| Svenska Cupen 23-24 | 3     | 3       | 1       | 1       | 1       | 5       | 4       | 0            | 0            | 0            | 0            | 0            | 0            | 0            | 0            | 0            | 0            | 0            | 0            | 3      | 1      | 1      | 1      | 5      | 4      | +1  |
| Svenska Cupen 24-25 | -     | 0       | 0       | 0       | 0       | 0       | 0       | 0            | 0            | 0            | 0            | 0            | 0            | 1            | 1            | 0            | 0            | 6            | 1            | 1      | 1      | 0      | 0      | 6      | 1      | +5  |
| Totale              |       | 18      | 10      | 5       | 3       | 33      | 16      | 15           | 7            | 2            | 6            | 20           | 13           | 1            | 1            | 0            | 0            | 6            | 1            | 34     | 18     | 7      | 9      | 59     | 29     | +29 |

### Andamento in campionato
| Giornata  | 1 | 2 | 3 | 4 | 5  | 6 | 7  | 8 | 9 | 10 | 11 | 12 | 13 | 14 | 15 | 16 | 17 | 18 | 19 | 20 | 21 | 22 | 23 | 24 | 25 | 26 | 27 | 28 | 29 | 30 |
| --------- | - | - | - | - | -- | - | -- | - | - | -- | -- | -- | -- | -- | -- | -- | -- | -- | -- | -- | -- | -- | -- | -- | -- | -- | -- | -- | -- | -- |
| Luogo     | C | T | C | T | T  | C | C  | T | T | C  | C  | T  | T  | C  | T  | C  | T  | C  | T  | C  | T  | C  | T  | C  | T  | C  | C  | T  | C  | T  |
| Risultato | V | P | V | P | P  | V | P  | V | P | V  | V  | V  | N  | P  | V  | V  | V  | N  | V  | N  | V  | N  | N  | V  | P  | V  | V  | V  | N  | P  |
| Posizione | 5 | 8 | 4 | 7 | 11 | 8 | 11 | 7 | 9 | 6  | 4  | 3  | 5  | 6  | 5  | 3  | 3  | 3  | 3  | 3  | 3  | 3  | 3  | 3  | 4  | 2  | 2  | 2  | 2  | 2  |

Legenda:

Luogo: C = Casa; T = Trasferta. Risultato: V = Vittoria; N = Pareggio; P = Sconfitta.

### Statistiche individuali
| Giocatore              | Allsvenskan | Allsvenskan | Allsvenskan | Allsvenskan | Svenska Cupen | Svenska Cupen | Svenska Cupen | Svenska Cupen | Totale   | Totale | Totale      | Totale     |
| Giocatore              | Presenze    | Reti        | Ammonizioni | Espulsioni  | Presenze      | Reti          | Ammonizioni   | Espulsioni    | Presenze | Reti   | Ammonizioni | Espulsioni |
| ---------------------- | ----------- | ----------- | ----------- | ----------- | ------------- | ------------- | ------------- | ------------- | -------- | ------ | ----------- | ---------- |
| N. Besara              | 28          | 10          | 0           | 0           | 4             | 2             | 0             | 0             | 32       | 12     | 0           | 0          |
| D. Blažević            | 2           | -2          | 0           | 0           | 2             | -2            | 0             | 0             | 4        | -4     | 0           | 0          |
| S. Clemmensen          | 3           | 0           | 0           | 0           | 1             | 0             | 0             | 0             | 4        | 0      | 0           | 0          |
| D. Collander           | 7           | 0           | 0           | 0           | 1             | 1             | 0             | 0             | 8        | 1      | 0           | 0          |
| A. Demirol             | 0           | 0           | 0           | 0           | 4             | 0             | 1             | 0             | 4        | 0      | 1           | 0          |
| G. Elezaj              | 1           | 0           | 0           | 0           | 2             | 0             | 0             | 0             | 3        | 0      | 0           | 0          |
| J. Erabi               | 23          | 8           | 1           | 0           | 4             | 1             | 0             | 0             | 27       | 9      | 1           | 0          |
| V. Eriksson            | 16          | 0           | 3           | 0           | 0             | 0             | 0             | 0             | 16       | 0      | 3           | 0          |
| M. Fenger              | 13          | 0           | 0           | 0           | 3             | 0             | 1             | 0             | 16       | 0      | 1           | 0          |
| I. Fofana              | 13          | 0           | 1           | 0           | 1             | 1             | 0             | 0             | 14       | 1      | 1           | 0          |
| W. Hahn                | 15          | -8          | 0           | 0           | 0             | 0             | 0             | 0             | 15       | -8     | 0           | 0          |
| F. Hammar              | 25          | 0           | 4           | 0           | 3             | 0             | 0             | 0             | 28       | 0      | 4           | 0          |
| O. Johansson Schellhas | 28          | 4           | 1           | 0           | 3             | 0             | 0             | 0             | 31       | 4      | 1           | 0          |
| J. Kanga               | 1           | 0           | 0           | 0           | 1             | 0             | 0             | 0             | 2        | 0      | 0           | 0          |
| M. Karlsson            | 25          | 0           | 1           | 0           | 3             | 0             | 0             | 0             | 28       | 0      | 1           | 0          |
| A. Kralj               | 0           | 0           | 0           | 0           | 1             | 0             | 0             | 0             | 1        | 0      | 0           | 0          |
| A. Lahdo               | 2           | 0           | 0           | 0           | 0             | 0             | 0             | 0             | 2        | 0      | 0           | 0          |
| M. Llinares            | 10          | 1           | 0           | 0           | 2             | 0             | 0             | 0             | 12       | 1      | 0           | 0          |
| M. Madjed              | 15          | 0           | 0           | 0           | 3             | 3             | 0             | 0             | 18       | 3      | 0           | 0          |
| S. Pinas               | 28          | 4           | 7           | 0           | 3             | 0             | 0             | 0             | 31       | 4      | 7           | 0          |
| E. Reyes               | 1           | 0           | 0           | 0           | 0             | 0             | 0             | 0             | 1        | 0      | 0           | 0          |
| H. Skoglund            | 29          | 0           | 2           | 0           | 0             | 0             | 0             | 0             | 29       | 0      | 2           | 0          |
| S. Strand              | 14          | 0           | 4           | 1           | 3             | 0             | 0             | 0             | 17       | 0      | 4           | 1          |
| D. Teah                | 7           | 0           | 0           | 0           | 1             | 0             | 0             | 0             | 8        | 0      | 0           | 0          |
| T. Tekie               | 29          | 4           | 5           | 0           | 3             | 0             | 1             | 0             | 32       | 4      | 6           | 0          |
| B. Touré               | 23          | 9           | 3           | 0           | 0             | 0             | 0             | 0             | 23       | 9      | 3           | 0          |
| P. Vagić               | 23          | 0           | 2           | 0           | 2             | 0             | 0             | 0             | 25       | 0      | 2           | 0          |
| F. Winther             | 2           | 0           | 0           | 0           | 0             | 0             | 0             | 0             | 2        | 0      | 0           | 0          |
| A. Boudah              | 10          | 1           | 1           | 0           | 3             | 0             | 0             | 0             | 13       | 1      | 1           | 0          |
| O. Dovin               | 13          | -15         | 0           | 0           | 3             | -3            | 0             | 0             | 16       | -18    | 0           | 0          |
| V. Djukanović          | 12          | 2           | 0           | 0           | 3             | 0             | 1             | 0             | 15       | 2      | 1           | 0          |
| D. Gül                 | 18          | 3           | 2           | 0           | 3             | 0             | 0             | 0             | 21       | 3      | 2           | 0          |
| K. Gyamfi              | 5           | 0           | 0           | 0           | 0             | 0             | 0             | 0             | 5        | 0      | 0           | 0          |
| E. Kurtulus            | 12          | 1           | 2           | 0           | 0             | 0             | 0             | 0             | 12       | 1      | 2           | 0          |
| A. Mikkelsen           | 0           | 0           | 0           | 0           | 2             | 1             | 0             | 0             | 2        | 1      | 0           | 0          |
| M. Rafferty            | 0           | 0           | 0           | 0           | 1             | 0             | 0             | 0             | 1        | 0      | 0           | 0          |